# Justicia reginaldii
Justicia reginaldii är en akantusväxtart som beskrevs av Wassh.. Justicia reginaldii ingår i släktet Justicia och familjen akantusväxter. Inga underarter finns listade i Catalogue of Life.